# Мандалорец и Грогу
«Мандалорец и Грогу» (англ. The Mandalorian and Grogu) — предстоящий американский художественный фильм в жанре космического вестерна режиссёра Джона Фавро. Проект станет частью франшизы «Звёздные войны» и продолжит сюжет сериала «Мандалорец». Главную роль в фильме исполнит Педро Паскаль. Премьера состоится 22 мая 2026 года.

## Сюжет
В фильме будут показаны приключения Мандалорца и Грогу.

## В ролях
- Педро Паскаль — Мандалорец / Дин Джарин
- Грогу
- Сигурни Уивер
- Макс Ллойд-Джонс

## Производство
В ноябре 2019 года главный креативный директор Walt Disney Studios Алан Хорн заявил, что если телесериал «Мандалорец» станет успешным, то возможно появление художественного фильма с его персонажами.
В январе 2024 года было анонсировано, что Джон Фавро станет режиссёром и продюсером фильма «Мандалорец и Грогу».
Съёмки фильма начались летом 2024 года. Премьера запланирована на 22 мая 2026 года.
В августе 2024 года стало известно, что в фильме снимется Сигурни Уивер.